# Dryophytes cinereus
Espèce
Statut de conservation UICN

 LC  : Préoccupation mineure
Synonymes
- Calamita cinereus Schneider, 1799
- Calamita carolinensis Schneider, 1799
- Hyla lateralis Daudin, 1800
- Rana bilineata Shaw, 1802
- Hyla blochii Daudin, 1802
- Hyla semifasciata Hallowell, 1857 "1856"
- Hyla evittata Miller, 1899
- Hyla holmani Lynch, 1966

Dryophytes cinereus est une espèce d'amphibien de la famille des Hylidae. Cette grenouille arboricole est assez commune dans le sud des États-Unis.

## Répartition

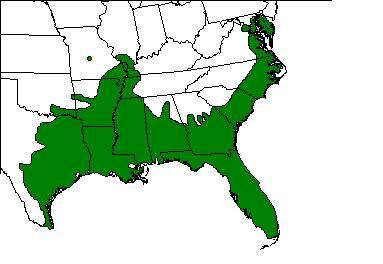
Carte de la répartition de Hyla cinerea

Cette espèce est endémique des États-Unis. Elle se rencontre dans les États de l'Est :
- dans l'est du Texas ;
- dans le sud-est de l'Oklahoma ;
- en Louisiane ;
- en Arkansas ;
- dans le sud-est du Missouri ;
- dans le sud de l'Illinois ;
- dans l'ouest du Kentucky ;
- dans l'ouest du Tennessee ;
- au Mississippi ;
- en Alabama ;
- en Floride ;
- en Géorgie ;
- en Caroline du Sud ;
- dans l'est de la Caroline du Nord ;
- dans l'est de la Virginie ;
- au Maryland ;
- au Delaware ;
- à Puerto Rico où elle a été introduite.

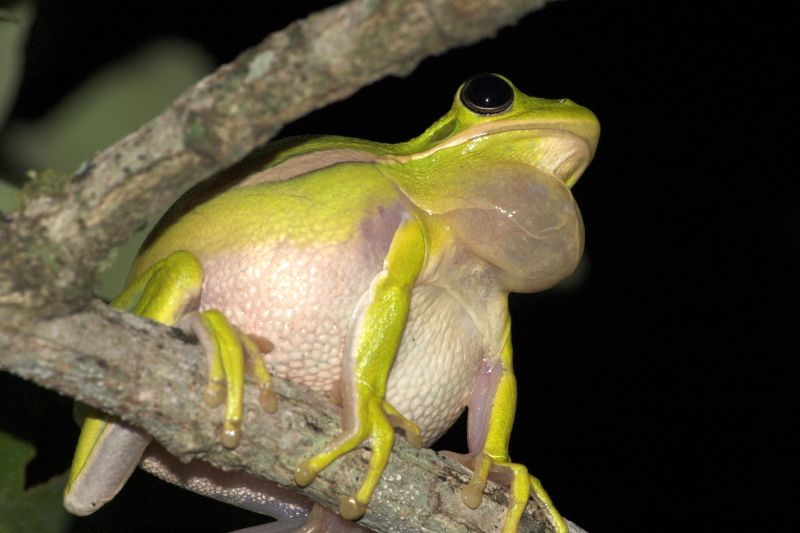
Le Sac vocal inférieur, typique des espèces de rainettes permet un chant puissant, impliqué dans la délimitation du territoire et la reproduction

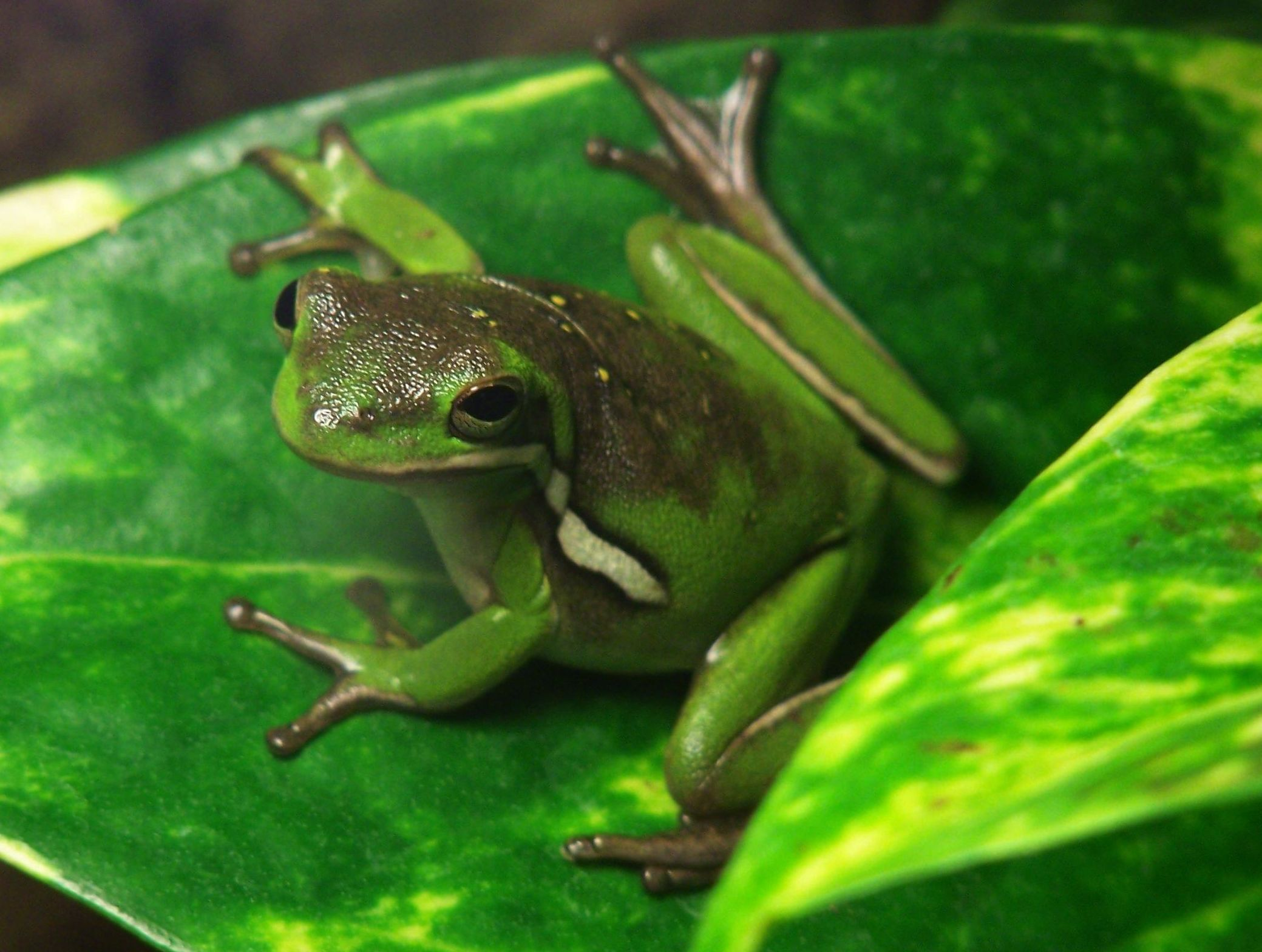
Hyla cinerea

## Reproduction
Une étude publiée dans Current Biology sous la direction de Norman Lee montre que les poumons des femelles de cette rainette verte entrent en résonance dans une gamme de fréquences particulières. Les vibrations « indirectes » qu’ils transmettent alors vers l’oreille dite moyenne étouffent celles directement perçues par la face externe du tympan, ne laissant passer que les fréquences propres au chant de leurs mâles : ce « casque anti-bruit » leur permettent de le distinguer au milieu du bruit produit par des dizaines d'autres espèces. Cinq espèces cousines disposeraient également d'une telle faculté,.

## Publication originale
- Schneider, 1799 : Historiae amphibiorum naturalis et literariae fasciculus primus, vol. 1 (texte intégral).